# Stephanie Waring
Stephanie Louise Waring (19 febbraio 1978) è un'attrice britannica.
È nota principalmente come interprete del personaggio di Cindy Cunningham nella soap opera Hollyoaks, in cui appare dal 1997. Ha recitato anche in altre produzioni televisive tra cui Coronation Street (2006-2007), Doctors, Holby City, Crash Palace e Merseybeat.